# Новоромашкін
Новоромашкін (рос. Новоромашкин) — хутір у Октябрському районі Волгоградської області Російської Федерації.
Населення становить 16 осіб. Входить до складу муніципального утворення Новоаксайське сільське поселення.

## Історія
Хутір розташований у межах українського історичного та культурного регіону Жовтий Клин.
Згідно із законом від 15 грудня 2004 року № 968-ОД  органом місцевого самоврядування є Новоаксайське сільське поселення.

## Населення
| 2010 |
| ---- |
| 16   |